# Чому Азії вдалося
Чому Азії вдалося (англ. How Asia Works: Success and Failure in the World's Most Dynamic Region by Joe Studwell) — книжка Джо Стадвелла, головного редактора China Economic Quarterly, журналіста The Economist, The Financial Times, Economist Intelligence Unit, The Asian Wall Street Journal та The Far Eastern Economic Review. Книга року за версією The Economist. Вперше опублікована в 2013 році. В 2017 перекладена українською мовою видавництвом «Наш формат» (перекладач — Олександра Цехановська).

## Огляд книги
«Чудова книга для тих, хто хоче зрозуміти що дійсно визначає успіх країн, що розвиваються», — Біл Ґейтс, «Топ 5 книг року». 
В 1980—1990 рр. Захід повірив у східноазійське економічне диво. Всеосяжне дослідження економік 9-ти країн — Японії, Південної Кореї, Тайваню, Малайзії, Індонезії, Таїланду, Філіппін, В'єтнаму та Китаю — являє собою доступну, зрозумілу та зручну для читання розповідь про те, що насправді трапилось в країнах Азії, чому деякі країни досягли економічного буму, тоді як інші зазнали занепаду.
Автор аналізує три основні сфери: земельну політику, промисловість та фінанси. Земельна реформа стала важливим елементом успіху економік країн Азії. Самого по собі промислового розвитку недостатньо, адже країнам необхідний уряд, який змушує компанії конкурувати на світовій арені. Щодо сфери фінансів, то ефективне регулювання відіграє важливу роль для підтримки сталого розвитку. 
«Провокаційна…просвітницька книга…жваве поєднання ерудиції, звітування та полеміки», — Independent.
Рекомендована до прочитання для всіх, кому цікава економіка Азії — регіону, який з часом визначатиме майбутнє світу.

## Переклад українською
- Стадвел, Джо. Чому Азії вдалося / пер. Олександра Цехановська. К.: Наш Формат, 2017. — 448 с. — ISBN 978-617-7279-71-5